# Goumoëns
Goumoëns ist seit dem 1. Juli 2011 eine politische Gemeinde im Kanton Waadt in der Schweiz.
Die nun ehemaligen Gemeinden Eclagnens, Goumoens-la-Ville und Goumoens-le-Jux fusionierten per 1. Juli 2011 zur neuen Gemeinde Goumoëns. Ursprünglich war auch die Gemeinde Penthéréaz am Fusionsprojekt beteiligt.

## Geografie
Goumoëns liegt im Herzen des Gros-de-Vaud nordöstlich des Bezirkshauptstädtchens Echallens auf der Nordseite des Flüsschens Talent. Die Nachbargemeinden von Goumoëns sind im Norden Penthéréaz, im Osten Villars-le-Terroir, im Südosten Echallens, im Süden Saint-Barthélemy, im Westen Oulens-sous-Echallens und im Nordwesten Bavois.